# 梅佳代
梅 佳代（うめ かよ、1981年3月23日 - ）は、日本の写真家。石川県鳳珠郡能登町出身。
2006年に初写真集『うめめ』を刊行。写真集としては異例の13万部を超えるベストセラーとなり、翌年同著で第32回木村伊兵衛写真賞を受賞。日常に潜む様々な光景を独自の観察眼で捉えた作風に定評がある。

## 経歴
- 1981年、石川県鳳至郡柳田村（現在の鳳珠郡能登町）生まれ[1]
- 1999年、石川県立宇出津高等学校(現石川県立能都北辰高等学校）卒業、日本写真映像専門学校[1]入学
- 2000年、キヤノン写真新世紀「男子」佳作受賞[1][2]
- 2001年、キヤノン写真新世紀「女子中学生」佳作受賞[1][2]
- 2002年、日本写真映像専門学校卒業[2]
- 2003年、「Curator's Paradise 2: Fumiya Sawa ボクノ部屋ナゼカドコカニ」（graf gm）
- 2004年、「ソコニナニガミエル? : 写真をめぐる4の表現」（浜田市世界こども美術館）
- 2004年、「UME TUM: the amazing world of kayo ume and wisut ponnimit」（room）
- 2006年、「束の間美術館ソイサバーイ」（シラパコーン大学他）
- 2007年、写真集『うめめ』で第32回木村伊兵衛写真賞受賞
- 2007年、「うめめ；ここは石川県の部屋」（金沢21世紀美術館デザインギャラリー）
- 2008年、「日常の喜び」（水戸芸術館現代美術ギャラリー）
- 2009年、「一号館アルバム：梅佳代、ホンマタカシ、神谷俊美　3人の写真家による三菱一号館復元の記録」（三菱一号館）
- 2010年、「一人快芸術」（広島市現代美術館）
- 2010年、「ウメップ：シャッターチャンス祭り」（表参道ヒルズ スペースオー）
- 2013年、「梅佳代展 UMEKAYO」（東京オペラシティアートギャラリー）[2]
- 2014年、「ゴー・ビトゥイーンズ展：こどもを通して見る世界」（森美術館）
- 2018年、春に第一子出産[3][4]

## 主な著書
- うめめ（リトルモア刊、2006年9月、ISBN 9784898151853）
- 男子（リトルモア刊、2007年7月、ISBN 978-4898152157）[1]
- うめ版 新明解国語辞典×梅佳代（三省堂刊、2007年7月、ISBN 978-4-385-36319-6）
- じいちゃんさま（リトルモア刊、2008年7月、ISBN 978-4898152393）[1]
- ウメップ（リトルモア刊、2010年7月、ISBN 978-4898152928）
- のと（新潮社刊、2013年4月、ISBN 978-4103336815）[2]
- 白い犬（新潮社刊、2016年12月、ISBN 978-4103336822）
- ナスカイ（亜紀書房刊、2017年3月、ISBN 978-4750515045）[5]

## 撮影を手掛けた作品等
- MY BEST FRIENDS（どついたるねん写真集、スペースシャワーブックス刊、2013年） - 川島小鳥、池野詩織などとの共作[6]。
- 私立恵比寿中学 修学旅行（私立恵比寿中学写真集、小学館刊、2017年）[7][8]
- 小関くん（小関裕太写真集、ワニブックス刊、2018年）[9]
- With 2020年3月号 - SixTONESの表紙ならびに中ページ掲載の撮影を手掛ける[10]。